# Fucha Ryori
Fucha-ryori ou cozinha Fucha é uma cozinha vegetariana tradicional da escola Zen budista Obaku originada no Japão por Ingen Ryuki (chinês, Yinyuan Longqi), Zen budista chinês da dinastia Ming convidado a vir ao Japão pelo quarto xogum Ietsuna. Ingen e um grupo de discípulos chineses chegaram Nagasaki, Japão, em 1654 e se estabeleceram no templo Kofukuji.
A refeição Fucha é saboreada numa mesa redonda (sem reconhecimento de posição social).
Um típico cardápio seria:
Donburi miso - sopa Miso
Moriawase - Tofu frito e hamburger de vegetais, tofu no estilo de omelete, tofu no estilo de enguia grelhada
Kyokuni - Tofu frito com kikurage, rabanete, gingko e gengibre
Unpen - Vegetais misturados em molho unpen
Torokusun - Feijões doces torokusun
Ronpan - Espinafre e flor de crisântemo com molho cítrico
Kenchen - Rolinho yuba frito
Toumeiage - Croquete de mandioca japonesa
Tomoe manju - Manju (bolinho de pasta de feijão doce) frito
Somen - Macarrão fino com vegetais e shiitake